# 遊騎兵號航空母艦 (CV-61)
遊騎兵號航空母艦（英語：USS Ranger，CV/CVA-61），是美国海军福莱斯特級的3号舰，该级舰于上世纪50年代建造，属于常规动力的超级航母第一个服役的舰级。「遊騎兵號」是美海军同名军舰的第7艘。

## 實戰
遊騎兵號航空母艦于1957年服役，在太平洋地区游弋，特别是参与越战期间赢得了13颗战星标记。在接近退役期间也曾在印度洋和波斯湾服役。

## 退役
最终于1993年退役。曾存放于华盛顿州布雷默顿军港。2015年3月5日，該船被拖离布雷默顿海军基地，前往得克萨斯州的布朗斯维尔进行拆解。